# حصارتشة (جرغلان)
حصارتشة (بالفارسية: حصارچه) هي قرية تقع في إيران في قسم جرغلان الريفي. يقدر عدد سكانها بـ 913 نسمة بحسب إحصاء 2016.